# Raggi-paradicsommadár
A Raggi-paradicsommadár (Paradisaea raggiana) a madarak osztályának verébalakúak (Passeriformes) rendjébe és a paradicsommadár-félék (Paradisaeidae) családjába tartozó faj.
Pápua Új-Guinea nemzeti madara, szerepel az ország zászlaján is.

## Rendszerezése
A fajt Philip Lutley Sclater angol ügyvéd és zoológus írta le 1873-ban. Tudományos nevét Francis Raggiról Genova márkija tiszteletére kapta.

## Alfajai
- Paradisaea raggiana augustaevictoriae Cabanis, 1888
- Paradisaea raggiana granti North, 1906
- Paradisaea raggiana intermedia De Vis, 1894
- Paradisaea raggiana raggiana P. L. Sclater, 1873[2]

## Előfordulása
Új-Guinea szigetén, Indonézia és Pápua Új-Guinea területén honos. Természetes élőhelyei a szubtrópusi és trópusi síkvidéki és hegyi esőerdők, másodlagos erdők és vidéki kertek. Állandó, nem vonuló faj.

## Megjelenése
Testhossza 33-34 centiméter, szárnyfesztávolsága 48-63 centiméter, testtömege 200-300 gramm. A szeme sárga, a csőre szürkés-kék, a lábai szürkés-barnák. A hímnek sárga koronája van.
|  |

## Életmódja
Gyümölcsökkel és ízeltlábúakkal táplálkozik.

## Szaporodása
A kakas dürőgéssel udvarol, ezzel próbál tetszeni a tojónak. Fészekalja két tojásból áll.

## Természetvédelmi helyzete
Az elterjedési területe nagyon nagy, egyedszáma ugyan csökken, de még nem éri el a kritikus szintet. A Természetvédelmi Világszövetség Vörös listáján nem fenyegetett fajként szerepel.